# Polyodon spathula
Pour les articles homonymes, voir Spatulaire.
Genre
Espèce
Statut de conservation UICN

 VU A3de : Vulnérable
Statut CITES
Le poisson-spatule (Polyodon spathula), aussi appelé Spatulaire, est une espèce de poissons à nageoires rayonnées de l'ordre des Acipenseriformes. Les données fossiles des poissons-spatules datent de plus de 125 million d'années, c'est-à-dire du Crétacé inférieur. Polyodon spathula est a priori la seule espèce de poissons-spatules encore vivante actuellement, étant donné que le spatulaire chinois, qui peuplait le fleuve chinois Yangtzé (ou fleuve Bleu), a été déclarée officiellement éteinte en 2020,,. Polyodon spathula est un poisson d'eau douce à la peau lisse souvent considéré comme une espèce relique car elle a conservé de nombreux caractères morphologiques de ses ancêtres éloignés, notamment un squelette presque entièrement cartilagineux ainsi qu'un rostre mesurant près du tiers de la taille totale de son corps. On le compare parfois à un requin à cause de sa  nageoire caudale hétérocerque (sa queue ressemble à celle d'un requin). Le spatulaire est un poisson hautement dérivé d'un point de vue phylogénétique, car il a évolué des adaptations telles que sa façon de se nourrir par filtration. Son rostre et son crâne sont recouverts de  nombreux récepteurs sensoriels qui lui permettent de repérer des bancs de zooplancton, qui sont sa principale source de nourriture.
Les spatulaires sont endémiques du bassin du Mississippi et, jusqu'au début du XXe siècle, ils se déplaçaient relativement librement dans des conditions naturelles peu altérées. Ils habitaient des rivières et fleuves généralement larges, des cours d'eau en tresses et des bras-mort du bassin de drainage du Mississippi et des golfes adjacents. On les retrouvait jusque dans les Grands Lacs d'Amérique du Nord, et leur présence était encore notée dans le lac Helen et le lac Huron au Canada jusqu'au début du XXe siècle. Les populations de spatulaires ont depuis largement décliné principalement en raison de la surpêche, de la destruction de l'habitat et de la pollution. Le braconnage lié à la consommation de son caviar participe également au déclin de cette espèce. Les spatulaires ont été extirpés d'une grande partie de la périphérie de leur ancienne répartition, ainsi que de l'État de New York, du Maryland, de la Pennsylvanie et de la Virginie. La répartition actuelle des spatulaires comprend le Mississippi et le Missouri, avec une présence dans vingt-deux états, où ces populations sont protégées par diverses lois.

## Habitat
Il vit en Amérique du Nord dans le fleuve Mississippi et ses principaux affluents ainsi que dans le lac Erié. Il a aussi été introduit dans le cours inférieur du Danube et dans la région des Balkans en Europe.
Il vit principalement en eau douce et légèrement trouble, mais peut survivre dans l'eau saumâtre. Il réside généralement dans les grandes rivières d'une profondeur de plus de 6 mètres et à courants lents.

## Description

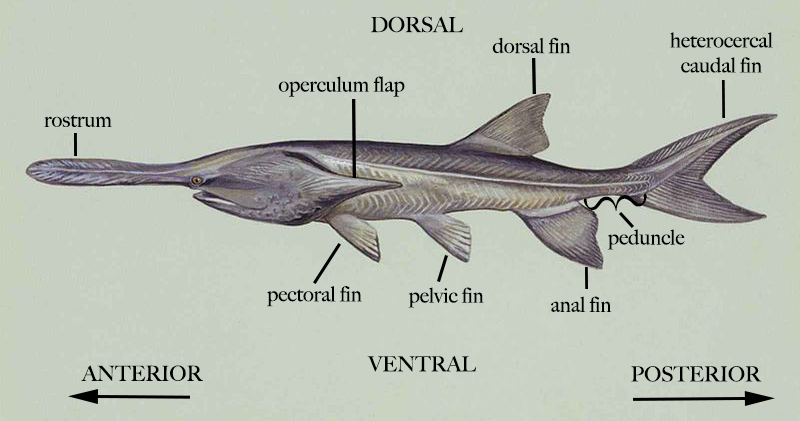
Morphologie générale de Polyodon spathula

Polyodon spathula compte parmi les poissons d'eau douce d'Amérique du Nord les plus grands et avec les longévités les plus longues. Son corps ressemble à celui d'un requin, et mesure en moyenne 1,50 m de long, pour un poids de 27 kg. Il peut vivre plus de 30 ans, quoique pour la majorité des populations, l'âge médian est de 5 à 8 ans et l'âge maximal de 14 à 18 ans. La détermination de l'âge se fait généralement par l'étude de la dentition, or ce processus est généralement utilisé au moment de la saison de la pêche au crochet, une activité populaire dans certaines parties des États-Unis. Les études de dentition ont montré que certains individus pourraient vivre 60 ans, et que les femelles vivraient plus longtemps que les mâles, et seraient généralement plus grosses.
Polyodon spathula a la peau lisse et le squelette presque entièrement cartilagineux. Il présente une coloration terne souvent marbrée allant du bleu-gris au noir au niveau du dos, tirant vers un ventre plus clair. Il a de petits yeux sur le côté de la tête et des opercules longs et étroits. Sa bouche est très large et il possède un rostrum long et plat en forme de spatule mesurant environ un tiers de la longueur totale du corps. Le rostrum commence à se former peu après l'éclosion,. C'est une extension du crâne, contrairement aux longs museaux d'autres poissons qui dérivent parfois d'une partie de la mâchoire ou du système olfactif ,. La nageoire caudale hétérocerque est fourchue.

## Reproduction et cycle de vie

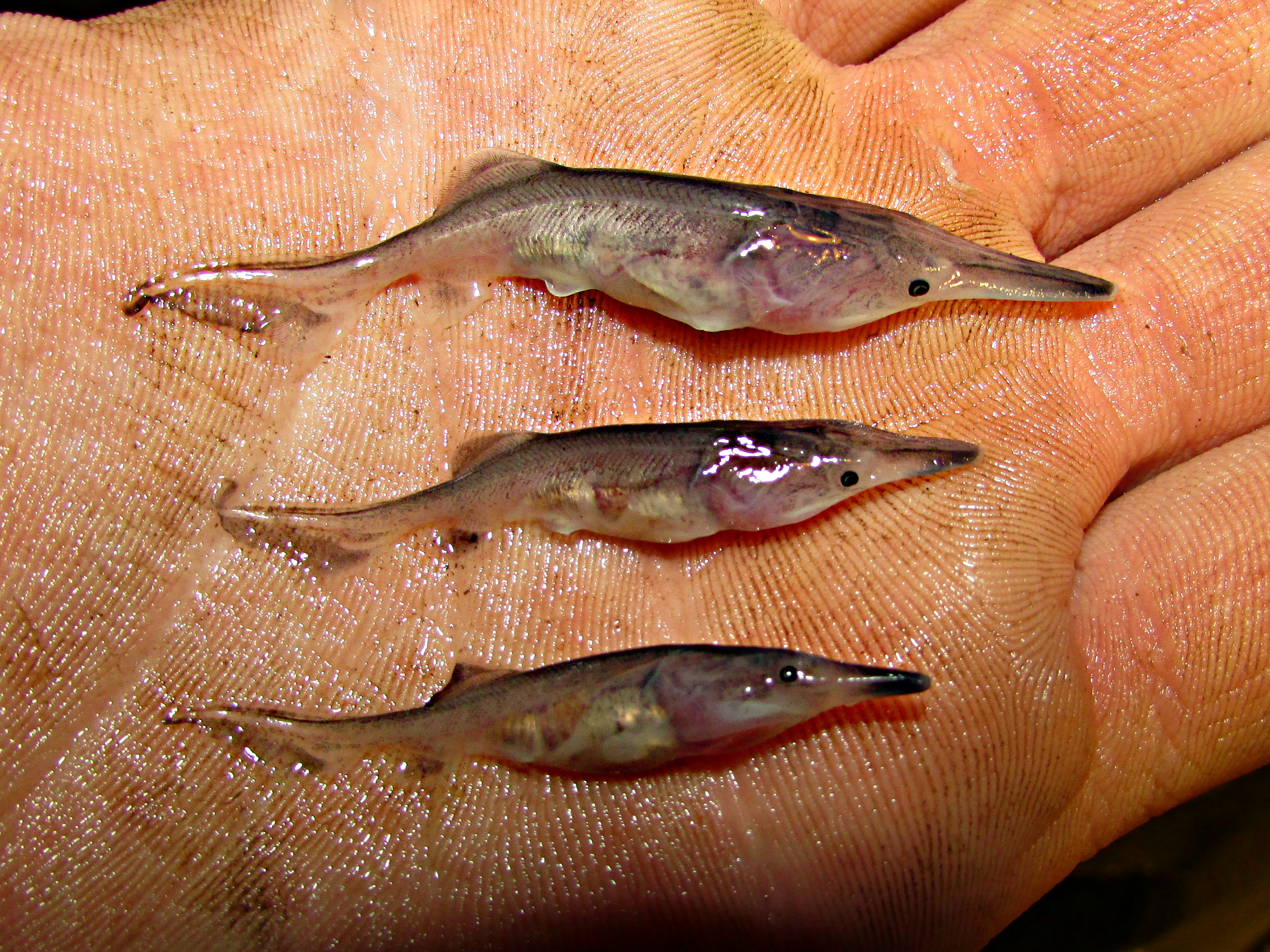
Stages de développement du rostre

Le spatulaire est un poisson pélagique qui a une longue espérance de vie et qui atteint sa maturité sexuelle tardivement. Les femelles ne commencent pas à se reproduire avant d'avoir sept à dix ans, voire pas avant seize à dix-huit ans pour certaines d'entre elles. Elles ne se reproduisent par ailleurs pas tous les ans, mais plutôt tous les deux ou trois ans. Les mâles se reproduisent quant à eux tous les ans voire tous les deux ans, à partir de l'âge de sept à dix ans,.
	Au début du printemps, Polyodon spathula commence sa migration contre le courant pour se reproduire, quoiqu'il puisse parfois commencer en fin d'automne. Il pond dans des bancs de graviers sans vase. La ponte requiert que la température de l'eau soit comprise entre 13 et 16°C. Pour qu'elle ait lieu, il faut aussi que la fonte des neiges ait sensiblement augmenté le flux et le niveau de la rivière. Ces conditions ne sont pas nécessairement réunies tous les ans, ce qui explique que les pontes de Polyodon spathula n'aient pas lieu tous les ans.
	Les spatulaires pondent de manière synchrone. Les femelles gravides libèrent leurs œufs dans l'eau au-dessus de rochers nus ou de graviers en même temps que les mâles relâchent leur sperme. La fertilisation des œufs se fait directement dans l'eau. Lorsque les œufs sont libérés, ils deviennent collants et s'attachent au substrat au fond de l'eau. La durée d'incubation varie avec la température. À 16°C, les œufs éclosent après environ sept jours. Après l'éclosion, les alevins se laissent dériver avec le courant jusqu'à des endroits où le courant est plus faible et où ils se nourrissent de zooplancton .
	Les petits spatulaires nagent mal, ce qui les rend sensibles à la prédation. Une croissance rapide la première année est donc importante pour leur survie. Les alevins peuvent grandir de 2,5 cm par semaine, et ainsi atteindre 13 à 15 cm de long vers la fin du mois de juillet. Leur vitesse de croissance dépend fortement de l'abondance de leur nourriture. Les comportements de nourrissage des jeunes Polyodon spathula est assez différente de ceux des spatulaires plus grands. Ils capturent le plancton une proie à la fois, ce qui requiert de les détecter et les localiser individuellement. À la fin du mois de septembre, les jeunes spatulaires mesurent entre 25 et 30 cm de long. Après la première année, leur croissance devient plus lente et plus variable. Des études estiment qu'après cinq ans, la croissance moyenne d'un spatulaire est d'environ 5 cm par an et varie avec l'abondance de nourriture et d'autres facteurs environnementaux.

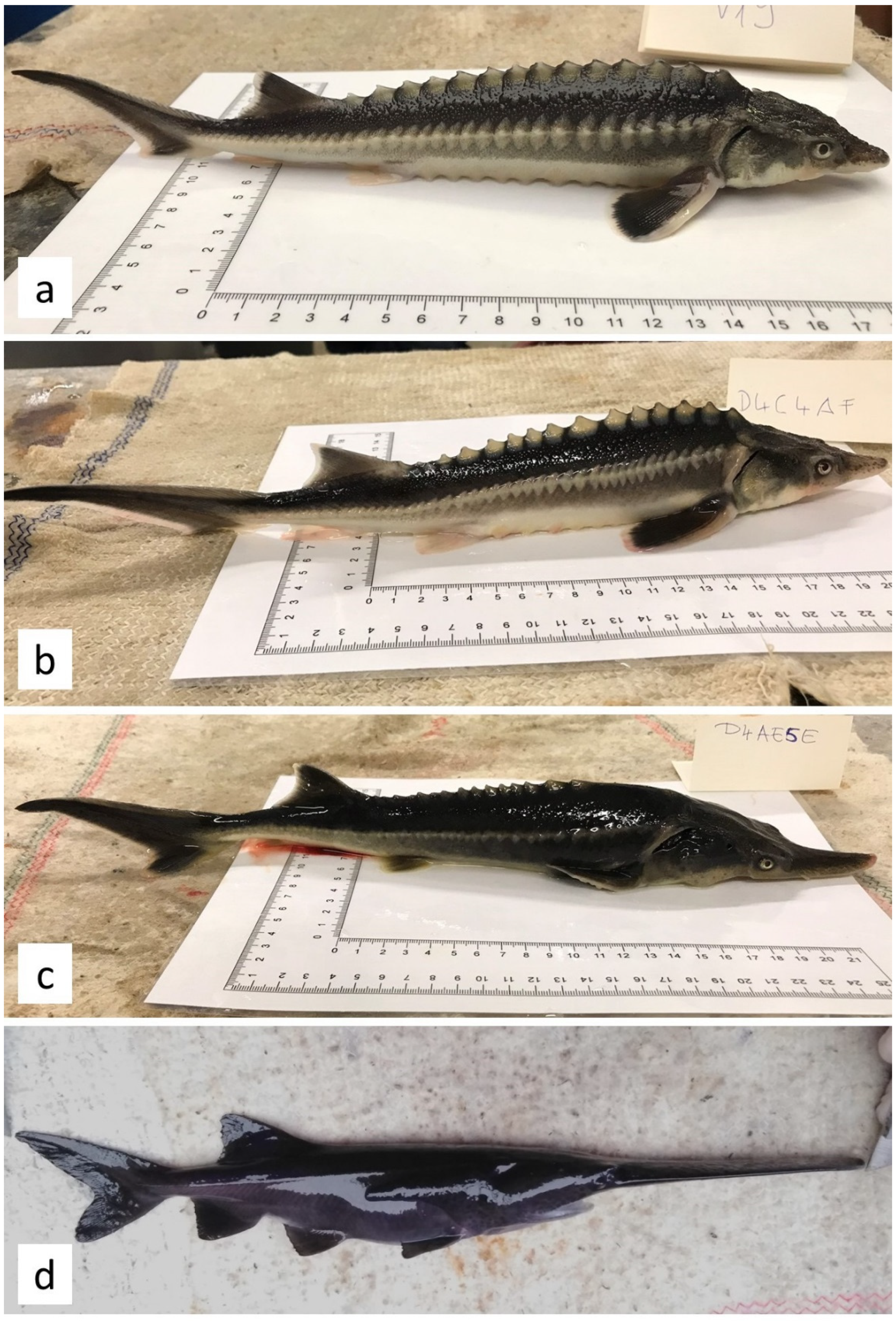
Esturgeon du Danube A. gueldenstaedtii (a), spatulaire P. spathula (d) et leurs hybrides (b et c).

En 2020, une publication scientifique a démontré que, dans des conditions artificielles, Polyodon spathula pouvait s'hybrider avec l'esturgeon du Danube (Acipenser gueldenstaedtii), poisson baptisé  Sturddlefish (en). C'est la première fois que des poissons appartenant à des familles si différentes ont pu être hybridés avec succès.